# Relikviář Tří králů

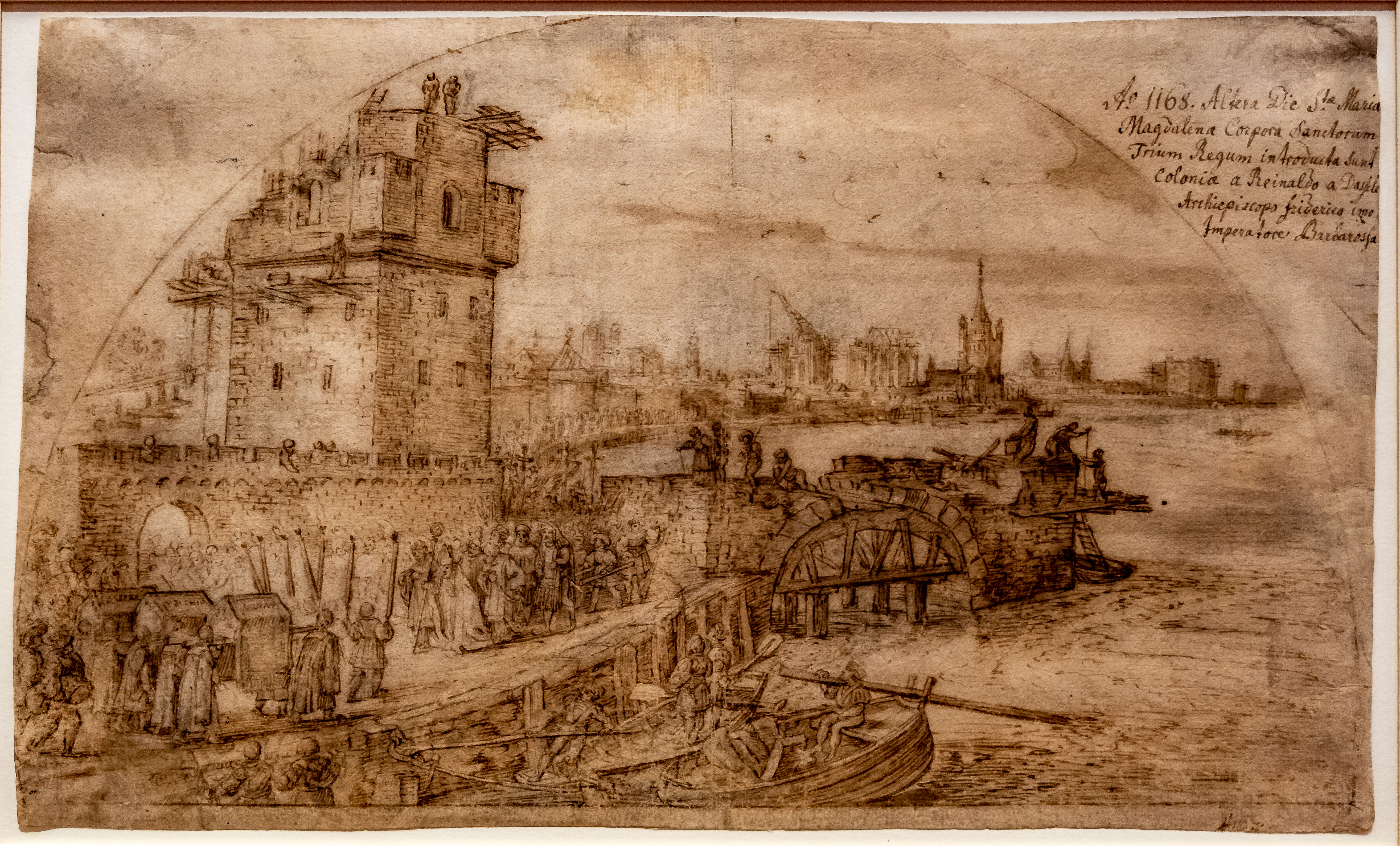
Převoz ostatků Tří králů do Kolína nad Rýnem v roce 1164

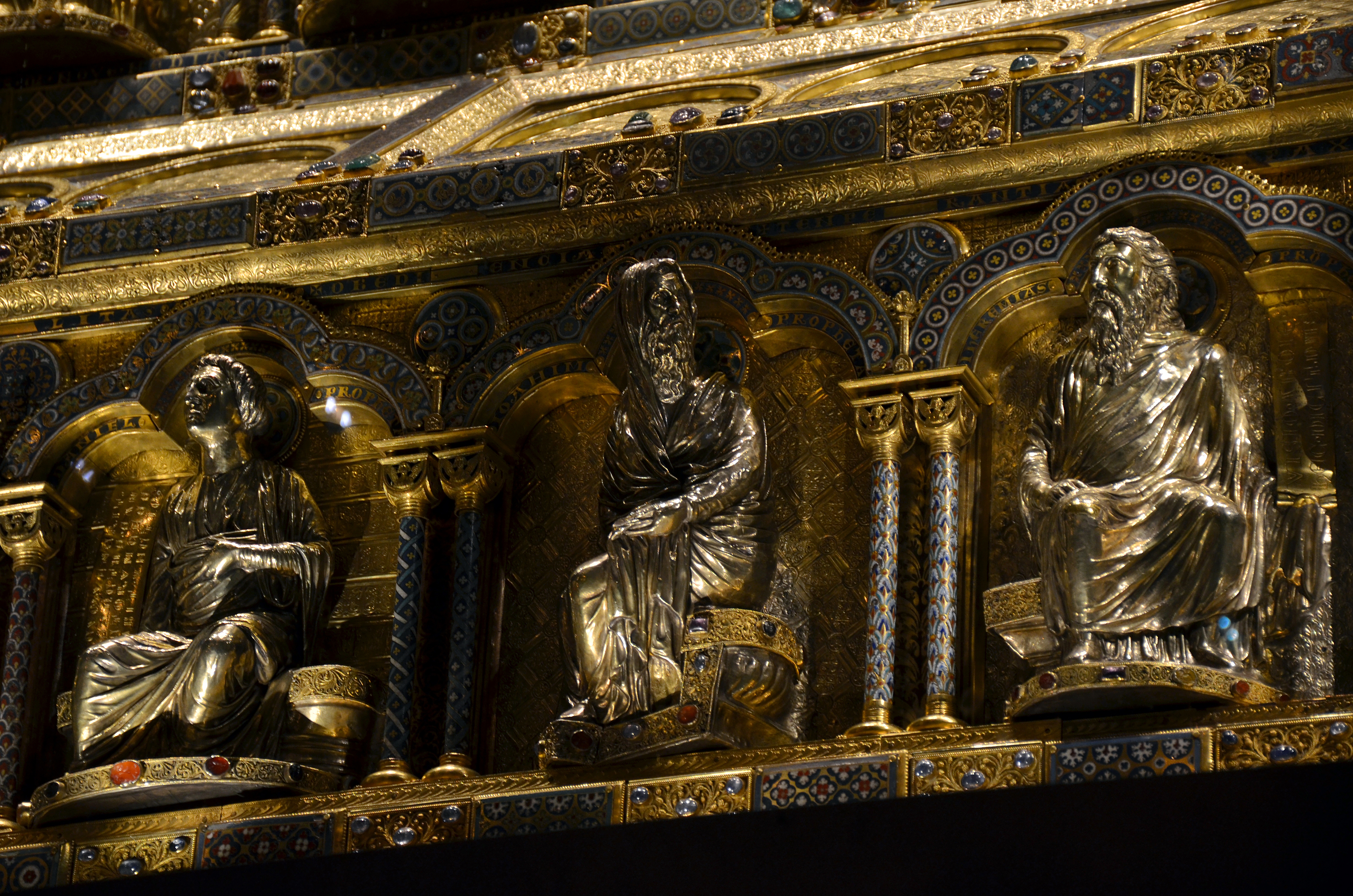
Detail relikviáře Tří králů

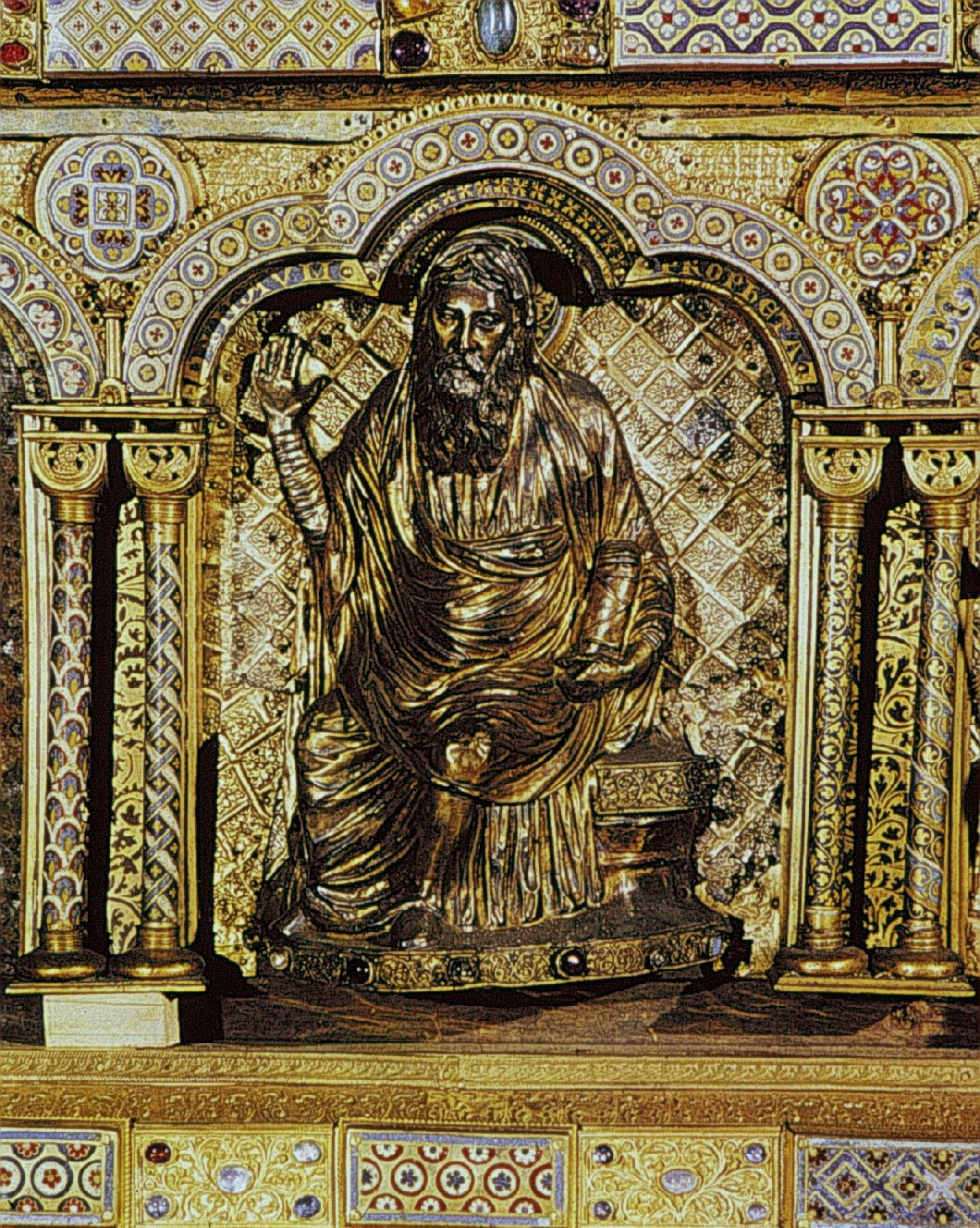
Mikuláš z Verdunu na čelní straně relikviáře

Relikviář Tří králů také Hrobka Tří králů (německy Dreikönigsschrein či Der Dreikönigenschrein) je relikviář, o kterém se tradičně věří, že obsahuje kosti Tří králů, známých také jako Tři mudrci. Relikviář je velký pozlacený a zdobený trojitý sarkofág umístěný nad hlavním oltářem katedrály svatého Petra v Kolíně nad Rýnem. Vyroben byl přibližně v letech 1180 až 1225, přičemž je považován za vrchol románského umění a největší relikviář v západním světě.

## Historie
Relikvie tří králů podle legendy nalezla svatá Helena, která je přivezla do Konstantinopole. Císař Konstantin I. Veliký v roce 314 je pak daroval milánskému biskupovi Eustorgiu, který je převezl na volském povozu do Milána. O osm století později, v roce 1164, když Milán dobyl císař Svaté říše římské Fridrich I. Barbarossa, tak relikvie Tří králů z kostela Svatého Eustorgia v Miláně převezl Rainald z Dasselu do Kolína nad Rýnem, jako kořist a dar arcidiecézi kolínské. Relikvie od té doby přitahovaly do Kolína nad Rýnem velké množství poutníků a tak pro ně byl navržen relikviář.
| „                | „Za vlády arcibiskupa Filipa, který nahradil Reinalda, byla pro ně vyrobena schránka... jak nám řekli, kteří byli přítomni jejich přesunu...“ | “ |
| — Vita Eustorgii | |   |

Části relikviáře navrhl slavný středověký zlatník Mikuláš z Verdunu, který na něm začal pracovat v roce 1180 či 1181. Relikviář má detailně propracované zlaté sochy proroků a apoštolů s výjevy z Kristova života. Relikviář byl dokončen kolem roku 1225. Kolem roku 1199 dal král Ota IV. tři zlaté koruny, údajně vyrobené pro tři krále, jako dar kolínskému kostelu. Vzhledem k důležitosti relikviáře a kostela pro pozdější rozvoj města byly do erbu Kolína nad Rýnem doplněny tři koruny symbolizující Tři krále. Pro relikviář s ostatky Tří králů byla v roce 1248 zahájena stavba současné kolínské katedrály. Dokončení katedrály trvalo 632 let a nyní je největší gotickou katedrálou v severní Evropě. 20. července 1864 byl relikviář otevřen, uvnitř relikviáře byly lidské ostatky a mince Filipa z Heinsbergu, kolínského arcibiskupa. Zpráva očitého svědka:
| „ | „Ve zvláštní části relikviáře se zbytky starověkých hnijících obvazů, pravděpodobně byssu, spolu s kousky aromatické pryskyřice a podobných látek, byly objeveny četné kosti tří osob, které s pomocí přítomných odborníků mohly být uspořádány do téměř kompletních těl: jedno z raného mládí, druhé v rané dospělosti a třetí tělo spíše ve stáří. Přiloženy byly dvě mince, brakteáty ze stříbra a ražené pouze z jedné strany. Jedna mince, prokazatelně z dob Filipa z Heinsbergu, ukazuje kostel, druhá zobrazuje kříž, na jedné straně s mečem jurisdikce, na druhé biskupskou berlu“ | “ |

## Popis
Relikviář Tří králů je přibližně 110 cm široký, 153 cm vysoký a 220 cm dlouhý. Má tvar baziliky, přičemž dva sarkofágy stojí vedle sebe, a třetí sarkofág spočívá na hřebenech jejich střech. Kraje jsou zcela zakryté, takže mezi sarkofágy není vidět žádný prostor. Základní konstrukce je vyrobena ze dřeva, se zlatým a stříbrným překrytím zdobeným filigránem, smaltem a více než 1000 drahokamy a korálky. Vše je doplněno velkým množstvím portrétů z kamejí a gemy, některé z nich pocházejí z předkřesťanského období. 

## Dekorace
Celá vnější strana relikviáře je pokryta propracovaným dekorativním překrytím. Je zde celkem 74 vysokých reliéfních postav ve stříbrno-zlaceném provedení, nepočítaje v to menší doplňkové postavy v pozadí. Po stranách relikviáře zdobí spodní část obrazy proroků, zatímco obrazy apoštolů a evangelistů zdobí horní část. Na předním konci relikviáře jsou obrazy Klanění tří králů, Panny Marie trůnící s Ježíškem a Křest Krista, v horní části je Kristus trůnící na trůnu Posledního soudu. Odnímatelný filgrovaný panel odhaluje mřížku se jmény Caspar, Melchior a Balthasar. Když je mříž odstraněna, zobrazí se lebky Tří králů s korunami. Na druhém konci relikviáře jsou výjevy z pašije: bičování Krista a jeho ukřižování ve spodní části, nahoře jsou pak výjevy se vzkříšeným Kristem. Na této straně uprostřed je také busta Rainalda z Dasselu.